# Santiago Nacaltepec
Santiago Nacaltepec là một đô thị thuộc bang Oaxaca, México. Năm 2005, dân số của đô thị này là 1967 người.